# دائرة مغرار
دائرة مغرار هي إحدى دوائر ولاية النعامة الجزائرية وهي تتكون من بليتي مغرار وجنين بوزرق تبعد عن مركز الولاية ب 120كم عبور طريق الساورة طو رقم 06 .
بلدية مغرار تتكون من مغرار الفوقاني قلعة الشيخ بوعمامة/ مغرار التحتاني/ ذراع الصاع الغويبة قرية عمار بالإضافة إلى منطعة العقلات وصحراء تسفساف